# Eleutheridae
Eleutheridae är en familj av nässeldjur. Eleutheridae ingår i ordningen Hydroida, klassen hydrozoer, fylumet nässeldjur och riket djur.
Familjen innehåller bara släktet Eleutheria.